# Гибулд
Гибулд (на латински: Gibuldus; на немски: Gibuld) е ок. 470 г. алемански крал.
През втората половина на 5 век неговите хора непрекъснато нападат град Пасау. Пред града Гибулд се среща с абат Северин и по негова молба освобождава 70 римски пленници през 469/470 г.